# كاتي غلين
كاتي غلين (بالإنجليزية: Katie Glynn)‏ هي لاعب هوكي الحقل نيوزيلندية، ولدت في 14 مارس 1989 في أوكلاند في نيوزيلندا.

## وصلات خارجية
- كاتي غلين على موقع أوليمبيديا (الإنجليزية)
- كاتي غلين على موقع اللجنة الأولمبية النيوزيلندية (الإنجليزية)
- كاتي غلين على موقع اتحاد ألعاب الكومنولث (مؤرشف) (الإنجليزية)